# Samuel Leib Blank
Samuel Leib Blank (în ebraică ‏שמואל-לייב בלנק, transliterat: Shmuel-Leib Blank, în rusă Шмуэл-Лейб Бланк; n. 20 octombrie 1891, Dunaiivți, Gubernia Podolia, Imperiul Rus – d. 16 octombrie 1962, Pennsylvania, SUA) a fost un scriitor evreu american. A scris preponderent în ebraică.

## Biografie
S-a născut în satul Dunaevți (acum oraș în regiunea Hmelnîțkîi, Ucraina) din gubernia Podolia a Imperiului Rus. Începând cu anul 1909 a locuit la Lipcani (acum oraș din raionul Briceni, Republica Moldova) din ținutul Hotin, gubernia Basarabia. A debutat în 1917 în periodicele în ebraică de la Chișinău. În 1923 a părăsit Basarabia, stabilindu-se la Philadelphia.
De-a lungul vieții sale, a publicat povești și romane de tetralogie în ebraică din viața evreilor basarabeni și a noilor imigranți din Philadelphia. A fost un autor al unui studiu documentar al istoriei colonizării agricole evreiești din Basarabia.